# Memórias de Mathematica e Phisica da Academia Real das Sciencias de Lisboa
Memórias de Mathematica e Phisica da Academia Real das Sciencias de Lisboa (abreviado Mem. Math. Phis. Acad. Real Sci. Lisboa) fue una revista con ilustraciones y descripciones botánicas que fue editada en Lisboa. Se publicaron los números 2 y 3 en los años 1799-1814. Fue precedida por Mem. Acad. Real Sci. Lisboa y reemplazada por Hist. & Mem. Acad. Real Sci. Lisboa.